# No cognitivismo
El no cognitivismo es el punto de vista metaético según el cual las oraciones éticas no expresan proposiciones (es decir, enunciados) y, por tanto, no pueden ser verdaderas ni falsas (no son aptas para la verdad). Un no cognitivista niega la afirmación cognitivista de que «los juicios morales pueden ser objetivamente verdaderos, porque describen alguna característica del mundo». Si los enunciados morales no pueden ser verdaderos, y si no se puede conocer algo que no es verdadero, el no cognitivismo implica que el conocimiento moral es imposible.
El no cognitivismo implica que actitudes no cognitivas subyacen al discurso moral y, por lo tanto, este discurso consiste en actos de habla no declarativos, aunque se acepta que sus características superficiales pueden funcionar de manera consistente y eficiente como si el discurso moral fuera cognitivo.[cita requerida] El objetivo de interpretar afirmaciones morales como actos de habla no declarativos es explicar qué significan las afirmaciones morales si no son ni verdaderas ni falsas (como implican filosofías como el positivismo lógico).[cita requerida] Expresiones como «no al matar» no son candidatos a verdad o falsedad, pero tienen un significado no cognitivo.

## Variedades
El emotivismo, asociado con A. J. Ayer, el Círculo de Viena y C. L. Stevenson, sugiere que las sentencias éticas son principalmente expresiones emocionales de las propias actitudes y pretenden influir en las acciones del oyente. Según este punto de vista, «matar está mal» se traduce como «matar, ¡boo!», o «desapruebo matar».[cita requerida]
Un primo cercano del emotivismo, desarrollado por R. M. Hare, se denomina prescriptivismo universal. Los prescriptivistas interpretan los enunciados éticos como imperativos universales que prescriben un comportamiento que todos deben seguir. Según el prescriptivismo, frases como «no matarás» o «no robarás» son las expresiones más claras de la moralidad, mientras que reformulaciones como «matar está mal» tienden a oscurecer el significado de las frases morales.[cita requerida]
Otras formas de no cognitivismo son el cuasi-realismo de Simon Blackburn y el norma-expresivismo de Allan Gibbard.[cita requerida]

## Argumentos a favor
Al igual que otras teorías metaéticas antirrealistas, el no cognitivismo se apoya en gran medida en el argumento de la rareza: las propiedades éticas, si existieran, serían diferentes de cualquier otra cosa en el universo, ya que no tienen ningún efecto observable en el mundo. En general, la gente tiene una actitud negativa hacia el asesinato, lo que presumiblemente impide que la mayoría de nosotros asesinemos. Pero, ¿juega un papel independiente el hecho de que el asesinato sea realmente malo? ¿Hay alguna prueba de que algunos tipos de actos tengan una propiedad de maldad? Algunas personas podrían pensar que los fuertes sentimientos que tenemos cuando vemos o consideramos un asesinato son una prueba de la maldad del asesinato. Pero no es difícil explicar esos sentimientos sin decir que la maldad es su causa. Por tanto, no hay forma de discernir qué propiedades éticas existen, si es que existe alguna; según la navaja de Occam, la suposición más sencilla es que no existe ninguna. El no cognitivista afirma entonces que, puesto que una proposición sobre una propiedad ética no tendría referente, los enunciados éticos deben ser otra cosa.

### Prescriptivismo universal
Los argumentos a favor del prescriptivismo se centran en la función de los enunciados normativos.
Los prescriptivistas sostienen que los enunciados fácticos y las prescripciones son totalmente diferentes, debido a las distintas expectativas de cambio en caso de choque entre la palabra y el mundo. En una frase descriptiva, si se parte de la premisa de que «el rojo es un número», según las reglas gramaticales, dicha afirmación sería falsa. Dado que dicha premisa describe los objetos «rojo» y «número», cualquier persona con una comprensión adecuada del idioma se daría cuenta de la falsedad de dicha descripción y de la falsedad de dicha afirmación. Sin embargo, si se pronuncia la norma «no matarás!»¡, y esta premisa es negada (por el hecho de que una persona es asesinada), el hablante no debe cambiar su frase al observar esto por «¡mata a otras personas!», sino que debe reiterar la indignación moral del acto de matar. Ajustar enunciados basados en la realidad objetiva y ajustar la realidad basada en enunciados son usos contrarios del lenguaje; es decir, los enunciados descriptivos son un tipo de oración diferente de los enunciados normativos. Si la verdad se entiende según la teoría de la correspondencia, la cuestión de la verdad o falsedad de los enunciados que no dependen de fenómenos externos no puede ponerse a prueba (véase tautología).
Algunos cognitivistas sostienen que algunas expresiones como «valiente» tienen un componente tanto factual como normativo que no puede distinguirse mediante el análisis. Los prescriptivistas sostienen que, según el contexto, predomina el componente fáctico o el normativo del significado. La frase «El héroe A se comportó con valentía» es incorrecta si A huyó ante el peligro. Pero la frase «¡Sé valiente y lucha por la gloria de tu país!» no tiene valor de verdad y no puede ser falsada por alguien que no se aliste en el ejército.
El prescriptivismo también se apoya en la forma real de hablar. Muchos enunciados morales se pronuncian de facto como recomendaciones u órdenes, por ejemplo, cuando los padres o los profesores prohíben a los niños realizar acciones incorrectas. Las ideas morales más famosas son las prescripciones: los Diez Mandamientos, el mandamiento de la caridad, el imperativo categórico y la regla de oro ordenan hacer o no hacer algo en lugar de afirmar que algo es o no es así.
El prescriptivismo puede encajar en la idea teísta de la moral como obediencia a Dios. Sin embargo, difiere del sobrenaturalismo cognitivista, que interpreta la moralidad como voluntad subjetiva de Dios, mientras que el prescriptivismo afirma que las normas morales son universales y pueden hallarse por la sola razón sin referencia a un dios.
Según Hare, los prescriptivistas no pueden argumentar que los amoralistas son lógicamente erróneos o contradictorios. Todo el mundo puede elegir seguir los mandatos morales o no. Esta es la condición humana según la reinterpretación cristiana de la Elección de Heracles. Según el prescriptivismo, la moralidad no tiene que ver con el conocimiento (de los hechos morales), sino con el carácter (elegir hacer lo correcto). Los actores no pueden exteriorizar su responsabilidad y libertad de voluntad hacia alguna verdad moral en el mundo, las personas virtuosas no necesitan esperar alguna cognición para elegir lo que es correcto.
El prescriptivismo también se apoya en la lógica imperativa, en la que no hay valores de verdad para los imperativos, y en la idea de la falacia naturalista: aunque alguien pudiera demostrar la existencia de una propiedad ética y expresarla en un enunciado fáctico, nunca podría derivar ningún mandato de este enunciado, por lo que la búsqueda de propiedades éticas carece de sentido.

### Emotivismo
Los argumentos a favor del emotivismo se centran en lo que expresan las afirmaciones normativas cuando las pronuncia un hablante. Una persona que dice que matar está mal expresa sin duda su desaprobación por matar. Los emotivistas afirman que eso es todo lo que hace, que la afirmación «matar está mal» no es una declaración apta para la verdad y que la carga de la prueba recae en los cognitivistas, que quieren demostrar que, además de expresar desaprobación, la afirmación «matar está mal» también es verdadera. Los emotivistas se preguntan si realmente hay pruebas de que matar está mal. Tenemos pruebas de que Júpiter tiene un campo magnético y de que los pájaros son ovíparos, pero hasta ahora no parece que hayamos encontrado pruebas de propiedades morales, como la «bondad». Los emotivistas se preguntan por qué, sin tales pruebas, deberíamos pensar que existe tal propiedad. Los intuicionistas éticos creen que las pruebas no proceden de la ciencia ni de la razón, sino de nuestros propios sentimientos: las buenas acciones nos hacen sentir de una determinada manera y las malas nos hacen sentir de otra muy distinta. Pero, ¿es esto suficiente para demostrar que existen acciones buenas y malas? Los emotivistas creen que no, y afirman que no necesitamos postular la existencia de «maldad» o «incorrección» moral para explicar por qué considerar ciertas acciones nos hace sentir desaprobación; que todo lo que realmente observamos cuando hacemos introspección son sentimientos de desaprobación. Así, el emotivista se pregunta por qué no adoptar la explicación simple y decir que eso es todo lo que hay, en lugar de insistir en que alguna «maldad» intrínseca (del asesinato, por ejemplo) debe estar causando sentimientos cuando hay disponible una explicación más simple.

## Argumentos en contra
Un argumento contra el no cognitivismo es que ignora las causas externas de las reacciones emocionales y prescriptivas. Si alguien dice: «Juan es una buena persona», algo en Juan debe haber inspirado esa reacción. Si Juan ayuda a los pobres, cuida de su abuela enferma y es amable con los demás, y esto es lo que inspira al hablante a pensar bien de él, es plausible decir: «Juan es una buena persona porque ayuda a los pobres, cuida de su abuela enferma y es amable con los demás». Si, a su vez, el hablante responde positivamente a la idea de ayudar a los pobres, entonces algún aspecto de esa idea debe haber inspirado una respuesta positiva; se podría argumentar que ese aspecto es también la base de su bondad.
Otro argumento es el «problema de incrustación», en el que las oraciones éticas se incrustan en oraciones más complejas. Consideremos los siguientes ejemplos:
- Comer carne no es malo.
- ¿Está mal comer carne?
- Yo creo que comer carne está mal.
- Mike no cree que comer carne esté mal.
- Una vez pensé que comer carne estaba mal.
- No se da cuenta de que comer carne está mal.

Los intentos de traducir estas frases en un marco emotivista parecen fracasar (por ejemplo, «No se da cuenta de que no debe comer carne»). Las traducciones prescriptivistas son algo mejores («No se da cuenta de que no debe comer carne»). Incluso el acto de formar tal construcción indica algún tipo de cognición en el proceso.
Según algunos puntos de vista no cognitivistas, estas frases simplemente asumen la falsa premisa de que los enunciados éticos son verdaderos o falsos. Podrían traducirse literalmente como:
- «Comer carne es malo» es una afirmación falsa.
- ¿Es «comer carne es malo» una afirmación verdadera?
- Creo que «comer carne es malo» es una afirmación verdadera.
- Mike no cree que «comer carne esté mal» sea una afirmación verdadera.
- Una vez pensé que «comer carne está mal» era una afirmación verdadera.
- No se da cuenta de que «comer carne está mal» es una afirmación verdadera.

Estas traducciones, sin embargo, parecen divorciadas de la forma en que la gente utiliza realmente el lenguaje. Un no cognitivista tendría que estar en desacuerdo con alguien que dijera: «"Comer carne está mal" es una afirmación falsa» (ya que «comer carne está mal» no es apto para la verdad en absoluto), pero podría estar tentado de estar de acuerdo con una persona que dijera: «Comer carne no está mal».
Se podría interpretar de forma más constructiva que estas afirmaciones describen la afirmación emocional subyacente que expresan, es decir: desapruebo/no desapruebo comer carne, yo solía hacerlo, él no, yo sí y ella no, etc.; sin embargo, esta interpretación está más cerca del subjetivismo ético que del no cognitivismo propiamente dicho.
Un argumento similar contra el no cognitivismo es el de la argumentación ética. Un argumento común podría ser: «Si matar a un ser humano inocente siempre está mal, y todos los fetos son seres humanos inocentes, entonces matar a un feto siempre está mal». La mayoría de la gente consideraría que un enunciado así representa una proposición analítica que es verdadera a priori. Sin embargo, si los enunciados éticos no representan cogniciones, parece extraño utilizarlos como premisas en un argumento, y aún más extraño suponer que siguen las mismas reglas del silogismo que las proposiciones verdaderas. Sin embargo, R.M. Hare, partidario del prescriptivismo universal, ha argumentado que las reglas de la lógica son independientes del modo gramatical, y que, por tanto, entre los imperativos pueden existir las mismas relaciones lógicas que entre los indicativos.
Muchas objeciones al no cognitivismo basadas en las características lingüísticas de lo que pretenden ser juicios morales fueron planteadas originalmente por Peter Glassen en The Cognitivity of Moral Judgments (La cognitividad de los juicios morales), publicado en Mind en enero de 1959, y en el artículo de seguimiento de Glassen en el número de enero de 1963 de la misma revista.